# Gerardo Bisbal
Gerardo Miguel Bisbal Melero (ur. 11 września 1984 w Ponce) – portorykański bokser, brązowy medalista igrzysk panamerykańskich.
Uprawianie boksu rozpoczął w wieku 14 lat. W roku 2002 mając lat 17 reprezentował Portoryko na Igrzyskach Ameryki Środkowej i Karaibów zdobywając brązowy medal w wadze półciężkiej. Sukces ten powtórzył cztery lata później w wadze ciężkiej. W międzyczasie uczestniczył w roku 2003 w Igrzyskach Panamerykańskich w Santo Domingo. Przegrał w pierwszej walce ze znakomitym Kubańczykiem Odlanierem Solisem.
W roku 2007 wziął udział w Igrzyskach Panamerykańskich w Rio de Janeiro przegrywając w pierwszej walce z Kolumbijczykiem Oscarem Rivasem. Niepowodzeniem zakończyły się również próby kwalifikacji na Igrzyska Olimpijskie w Pekinie. 
W 2010 uczestniczył w Igrzyskach Ameryki Środkowej i Karaibów w Mayaguez zdobywając złoty medal w wadze superciężkiej. W następnym roku wystąpił w Igrzyskach Panamerykańskich w Gudalajarze zdobywając brązowy medal również w wadze superciężkiej. Wygrał z reprezentantem Wysp Dziewiczych Claytonem Laurentem a w półfinale przegrał z Ytalo Pereą z Ekwadoru.